# Aegyptus
Aegyptus var en provins i Romerriget. Provinsen lå placeret ved det nuværende Egypten, men uden Sinai-halvøen. Aegyptus grænser stødte mod andre romerske provinser, som Cyrenaica mod vest og Arabia Petraea øst for.
Området blev underlagt Romerriget i 30 f.Kr., efter Kleopatras og Marcus Antonius’ nederlag til Octavian, den fremtidige kejser af Romerriget. Provinsen blev en vigtig aktør til produktion af korn til Romerriget.
Aegyptus blev kejserens personlige provins, og var ikke styret af det romerske Senat.
| Historie | Spire Denne historieartikel er en spire som bør udbygges. Du er velkommen til at hjælpe Wikipedia ved at udvide den. |

- Wikimedia Commons har flere filer relateret til Aegyptus

28°00′N 32°06′Ø / 28°N 32.1°Ø